# Cantonul Châtillon-en-Bazois
Cantonul Châtillon-en-Bazois este un canton din arondismentul Château-Chinon (Ville), departamentul Nièvre, regiunea Burgundia, Franța.

## Comune
| Comune              | Populație (1999) | Cod poștal | Cod INSEE |
| ------------------- | ---------------- | ---------- | --------- |
| Achun               | 151              | 58110      | 58001     |
| Alluy               | 423              | 58110      | 58004     |
| Aunay-en-Bazois     | 279              | 58110      | 58017     |
| Bazolles            | 272              | 58110      | 58024     |
| Biches              | 331              | 58110      | 58030     |
| Brinay              | 148              | 58110      | 58040     |
| Châtillon-en-Bazois | 986              | 58110      | 58065     |
| Chougny             | 83               | 58110      | 58076     |
| Dun-sur-Grandry     | 151              | 58110      | 58107     |
| Limanton            | 259              | 58290      | 58142     |
| Mont-et-Marré       | 163              | 58110      | 58175     |
| Montigny-sur-Canne  | 172              | 58340      | 58178     |
| Ougny               | 45               | 58110      | 58202     |
| Tamnay-en-Bazois    | 182              | 58110      | 58285     |
| Tintury             | 209              | 58110      | 58292     |